# Îndoiala (film)

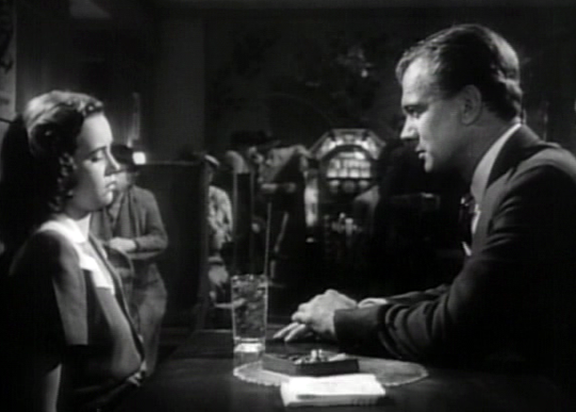
Teresa Wright și Joseph Cotten

Îndoiala (engleză: Shadow of a Doubt) (1943) este un film american thriller psihologic regizat de Alfred Hitchcock, cu Teresa Wright și Joseph Cotten. Scris de Thornton Wilder, Sally Benson și Alma Reville, filmul a fost nominalizat la Premiul Oscar pentru cea mai bună povestire pentru Gordon McDonell. În 1991, a fost selectat pentru a fi inclus în Registrul Național de Film de către Biblioteca Congresului.

## Prezentare
Charlotte „Charlie” Newton (Teresa Wright) este plictisită datorită vieții liniștite de acasă, alături de părinții și sora sa mai mică. Ea dorește ca ceva interesant să se întâmple și știe exact de ce anume are nevoie: o vizită la sofisticatul și mult-umblatul unchi Charlie Oakley (Joseph Cotten), fratele mai mic al mamei sale. Imaginați-vă bucuria ei, atunci când, din senin, primește o telegramă de la unchiul Charlie care-i anunță că va veni în vizită pentru o vreme. Charlie Oakley creează destulă agitație și cucerește doamnele de la club dar și pe președintele băncii unde cumnatul său lucrează. Tânăra Charlie începe să observe un comportament ciudat din partea lui, mai ales după ce citește un articol dintr-un ziar local despre un bărbat care se căsătorește și apoi ucide văduve bogate. Când doi străini apar punând întrebări despre el, ea începe să-și imagineze ce este mai rău despre preaiubitul ei unchi Charlie.

## Distribuție
- Teresa Wright este Charlotte "Charlie" Newton
- Joseph Cotten este Charlie Oakley
- Henry Travers este Joseph Newton, tatăl Charlottei
- Patricia Collinge este Emma Newton, mama Charlottei și sora lui Charles
- Macdonald Carey este Detectiv Jack Graham
- Wallace Ford este Detectiv Fred Saunders
- Hume Cronyn este Herbie Hawkins, un vecin

### Apariție a lui Hitchcock
Alfred Hitchcock apare în film aproximativ în minutul 15, în trenul spre Santa Rosa, jucând bridge cu un bărbat și o femeie (medicul și doamna Harry). Charlie Oakley călătorește cu trenul, sub numele Otis.